# نصرت الله وحدت (ممثل)
نصرت الله وحدت (7 سبتمبر 1925 - 6 أكتوبر 2020)، كوميدي وممثل ومخرج إيراني. ومن بين الممثلين المعاصرين، إشتهر في إيران بلهجته الأصفهانية ومع ذلك بعد الثورة الإيرانية عام 1979 توقف عن التمثيل في إيران.

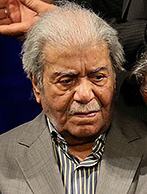
وحدت خلال شهر مايو 2018

## روابط خارجية
- نصرت الله وحدت في قاعدة بيانات الأفلام على الإنترنت
- "نصرت الله وحدت - سازمان توسعه سینمایی سوره". مؤرشف من الأصل في 2020-11-26.